# Lucius Furius Medullinus (consul en -413)
Pour les articles homonymes, voir Furius Medullinus.
Lucius Furius Medullinus est un homme politique de la République romaine, consul en 413 et 409 av. J.-C. et six ou sept fois tribun consulaire entre 407 et 391 av. J.-C.

## Famille
Il est membre des Furii Medullini, branche de la gens patricienne Furia. Il est le fils de Lucius Furius Medullinus et le petit-fils de Spurius Furius Medullinus Fusus. Son nom complet est Lucius Furius L.f. Sp.n. Medullinus. Il pourrait être le père de Spurius ou Lucius Furius, tribun consulaire en 378 av. J.-C.

## Biographie

### Premier consulat (413)
Medullinus devient consul une première fois en 413 av. J.-C. avec Aulus Cornelius Cossus pour collègue,. Il n'est pas certain si ce premier consulat doit être attribué à un Medullinus de la génération précédente, son père Lucius Furius Medullinus qui est tribun consulaire pour la troisième fois quelques années plus tôt en 420 av. J.-C., ou à un Medullinus plus jeune, probablement fils du précédent, qui d'après les Fastes capitolins est tribun consulaire sept fois entre 407 et 391 av. J.-C. L'année de ce consulat semble favoriser l'hypothèse du fils mais la question reste ouverte pour Attilio Degrassi.
Les consuls sont chargés de l'enquête (quaestio) sur la mort de Publius Postumius Albinus Regillensis, tribun consulaire de l'année précédente, tué par des soldats romains mutinés après la prise de Bolae aux Èques. Quelques soldats sont jugés coupables et contraints au suicide,.
Medullinus prend ensuite le commandement dans la campagne contre les Volsques qui ont mené des raids de pillage sur le territoire des Herniques, peuple allié de Rome. Les Volsques refusent d'engager la bataille et se retirent sur leurs terres. Medullinus occupe la ville de Ferentinum qui est, avec le territoire alentour, cédée aux Herniques.

### Second consulat (409)
Il est élu consul une deuxième fois en 409 av. J.-C. avec Cnaeus Cornelius Cossus pour collègue. Pour la première fois depuis l'instauration de la République, trois plébéiens sont élus à la questure, grâce à l'intervention des tribuns de la plèbe de la gens Icilia. Forts de ce succès, espérant obtenir de nouvelles concessions des patriciens, les tribuns s'opposent à la levée de l'armée qui doit partir en campagne contre les Èques et les Volsques qui ont une fois de plus mené des raids sur les territoires des Latins et des Herniques. Les tribuns parviennent à imposer le retour à l'élection de tribun militaire à pouvoir consulaire pour l'année suivante mais le Sénat déclare qu'aucune candidature émanant d'un des tribuns de la plèbe de cette année ne sera acceptée, ni qu'aucun d'entre eux ne pourra être réélus au tribunat plébéien pour l'année suivante. Le Sénat s'assure ainsi qu'aucun représentant de la gens Icilia ne pourra participer au processus électoral.
Ayant enfin pu réunir l'armée, les consuls partent en campagne vers l'Arx Carventana dont les Èques et les Volsques viennent de se rendre maîtres. Les Romains ne parviennent pas à reprendre la place forte mais s'emparent de Verrugo, ville du territoire volsque,.

### Tribunats consulaires

#### Premier tribunat (407)
Medullinus est élu tribun consulaire en 407 av. J.-C. avec trois autres collègues qui sont tous tribuns pour la deuxième fois. La trêve conclue avec Véies vingt ans plus tôt à l'issue de la deuxième guerre de Véies est sur le point d'expirer. Le Sénat envoie des députés et des Fétiaux pour reprendre les négociations. Au moment où l'ambassade romaine arrive à la frontière, elle croise une députation de Véiens qui souhaite rencontrer le Sénat romain avant que l'ambassade romaine ne se rende à Véies. Le Sénat, intrigué par les dissensions internes de Véies, accepte de suspendre la députation romaine.
Dans le même temps, les Volsques attaquent la garnison de Verrugo. Les soldats assiégés demande l'intervention d'une armée de secours mais le Sénat temporise et l'armée envoyée pour les soutenir n'arrive qu'après la prise de Verrugo et le massacre de sa garnison. Les Volsques qui s'étaient dispersés pour piller sont repoussés.

#### Deuxième tribunat (405)
Medullinus est élu tribun consulaire pour la deuxième fois avec cinq collègues. Les tribuns doivent se répartir sur les différents fronts, Rome étant alors en guerre contre les Étrusques de Véies au nord et contre les Volsques au sud. Les troupes romaines débutent le siège de Véies qui va durer dix ans selon la tradition,.

#### Troisième tribunat (398)
En 398 av. J.-C., Medullinus devient tribun consulaire pour la troisième fois avec cinq collègues, de nouveau tous patriciens, dont son frère, Camille. Tous les tribuns consulaires excepté Lucius Valerius et Camille partent relever les tribuns de l'année précédente qui ont poursuivi le siège infructueux de Véies, sans parvenir à y mettre eux-mêmes un terme. Pendant ce temps, Lucius Valerius ravage le territoire des Falisques, et Camille mène une campagne contre les Capénates, alliés des Véiens, et se taille une réputation d'habile général en revenant chargé de butin.

#### Quatrième tribunat (397)
Medullinus est réélu tribun consulaire l'année suivante, avec cinq collègues, tous patriciens,. Les tribuns se répartissent sur différents fronts pour lutter contre les Volsques qui attaquent la garnison de Verrugo, les Èques qui attaquent la colonie de Labico, les Véiens, les Falisques, les Capénates et des raids de Tarquinia qui tente de profiter de la situation et qui pense que les Romains ne sont pas en mesure de lancer des représailles,. Finalement, des troupes commandées par Aulus Postumius Albinus Regillensis et Lucius Iulius Iullus surprennent les Tarquiniens à Caere. D'après Tite-Live, le collège des tribuns est contraint d'abdiquer avant la fin de leur mandat à cause d'une élection jugée irrégulière. Trois interrois leur succèdent avant que de nouvelles élections soient organisées,.

#### Cinquième tribunat (395)
Medullinus est élu tribun consulaire une cinquième fois en 395 av. J.-C. avec cinq collègues. Il reste à Rome avec quelques collègues pour gérer les affaires internes. Pendant ce temps, les deux frères Publius Cornelius Scipio et Publius Cornelius Cossus prennent le commandement dans la campagne contre les Falisques, sans résultats concrets. Marcus Valerius Lactucinus Maximus et Quintus Servilius Priscus Fidenas mènent campagne contre les Capénates qui sont contraints à négocier une paix avec Rome. Restés à Rome, Medullinus doit faire face aux conflits engendrés par le partage du butin pris à Véies l'année passée. Une nouvelle polémique est lancée lorsque le tribun de la plèbe Titus Sicinius propose de transférer une partie de la population romaine à Véies, proposition rejetée par le Sénat.

#### Sixième tribunat (394)
En 394 av. J.-C., Medullinus est de nouveau élu tribun consulaire, pour la sixième fois, avec cinq collègues parmi lesquels son parent Camille. Alors que ce dernier soumet Faléries, Caius Aemilius Mamercinus et Spurius Postumius Albinus Regillensis mènent une campagne contre les Èques. Pendant ce temps, Medullinus est chargé de veiller sur Rome,.

#### Septième tribunat (391)
Après une disette et une épidémie qui provoque le décès de plusieurs magistrats, le Sénat décide de faire élire des tribuns militaires à pouvoir consulaire, en plus grand nombre que les consuls, afin que l'État ne soit pas privé de gouvernement. Medullinus est élu tribun consulaire pour la septième et dernière fois en 391 av. J.-C., avec cinq collègues. Il demeure une fois de plus à Rome tandis que ses collègues mènent des campagnes contre les Volsques et les Salpinates. Ces campagnes sont interrompus à cause d'une réapparition de l'épidémie de peste à Rome. Cette même année, Camille est accusé de s'être illégalement approprié une part du butin de Véies et est poursuivi en justice par le tribun de la plèbe Lucius Apuleius. Il choisit l'exil avant que sa condamnation ne soit prononcée. Alors qu'il quitte la ville, Plutarque lui prête un discours menaçant envers ses concitoyens, en appelant aux dieux pour que les Romains regrettent bientôt de lui avoir fait subir cette injustice. L'année suivante, les Sénons de Brennus envahissent Rome et mettent la ville à sac.